# Wojciech Bielawski
Wojciech Bielawski herbu Zaremba (zm. w 1429 roku) – scholastyk łęczycki, kanonik gnieźnieńskiej kapituły katedralnej.